# Hideyuki Ashihara
Hideyuki Ashihara (芦原 英幸 (Ashihara Hideyuki?); Hiroshima, 5 dicembre 1944 – 24 aprile 1995) è stato un karateka e maestro di karate giapponese.
Fu il fondatore dello stile di karate Ashihara kaikan nel 1980.

## Morte
Nel 1987 iniziarono a manifestarsi i primi segni della sclerosi laterale amiotrofica. Negli anni '90, le sue condizioni peggiorarono e morì a causa di complicazioni nel 1995. Suo figlio Hidenori Ashihara assunse la leadership del sistema. (Il capo di questo stile viene chiamato Kancho.) Continua a guidare l'organizzazione NIKO.